# Ingalisa Munck
Ingalisa Munck af Rosenschöld, född Englund 9 december 1905 i Stockholm, död 5 februari 1986 i Saltsjöbaden, var en svensk författare och översättare från engelska, danska, norska och italienska. Hon började som översättare av flickböcker i mitten av 1930-talet, men fick så småningom mera kvalificerade översättningsuppdrag.

## Böcker
- 1954 – Får jag lov, Lena? (Bonnier)
  - Nederländsk översättning: Maja's grote liefde (Het Spectrum, [1954?])
  - Tysk översättning: Eva aus der Veilchengasse (Styria, 1956)
- 1976 – Öppet brev om att bli gammal (Forum)

## Översättningar (urval)
- 1940 – Lin Yutang: Konsten att njuta av livet (The importance of living) (Bonnier)
- 1941 – Virginia Woolf: Åren (The years) (Bonnier)
- 1951 – Giovanni Guareschi: Don Camillo och hans lilla värld (Mondo piccolo "Don Camillo") (Forum)
- 1952 – Italienska berättare från Boccaccio till Moravia: en antologi (redigerad av Giacomo Oreglia under medverkan av Eva Alexanderson och Ingalisa Munck) (Bonnier)
- 1953 – Virginia Woolf: Mot fyren (To the lighthouse) (översatt tillsammans med Sonja Bergvall) (Bonnier)
- 1958 – Cora Sandel: Köp inte Dondi: interiör med figurer (Kjøp ikke Dondi) (Forum)
- 1979 – Elsa Morante: Historien (La storia) (översatt tillsammans med Anne Marie Hansen) (Norstedt)
- 1981 – Natalia Ginzburg: Familjen (Lessico famigliare) (Bromberg)

## Priser
- 1970 – Sveriges Författarfonds premium till personer för belöning av litterär förtjänst
- 1980 – Sveriges Författarfonds premium till personer för belöning av litterär förtjänst
- 1985 – Svenska Akademiens översättarpris